# Півсфера (кінотеатр)
Півсфера (ісп. El Hemisférico) — кінотеатр IMAX, планетарій, театр лазерних постановок в Місті мистецтв та наук в іспанському місті Валенсія, відкритий у 1998 році. Його розробкою займався архітектор Сантьяго Калатрава. Будівля виконана у формі ока, всередині будівля розташована кімната із великим екраном де періодично демонструють різні технічні та наукові програми.

## Архітектура
«Півсфера» стала першою будівлею, відкритою для публіки в Місті мистецтв і наук. Це неофутуристична будівля, спроєктована Сантьяго Калатравою у формі ока, всередині якої розташована великий кінозал з увігнутим екраном площею 900 м2 і діаметром 24,4 м, розрахований на 300 осіб.
Будівля розташована на водоймі площею 24 000 м². Висота будівлі становить 26 м, довжина — понад 100 м.

## Галерея

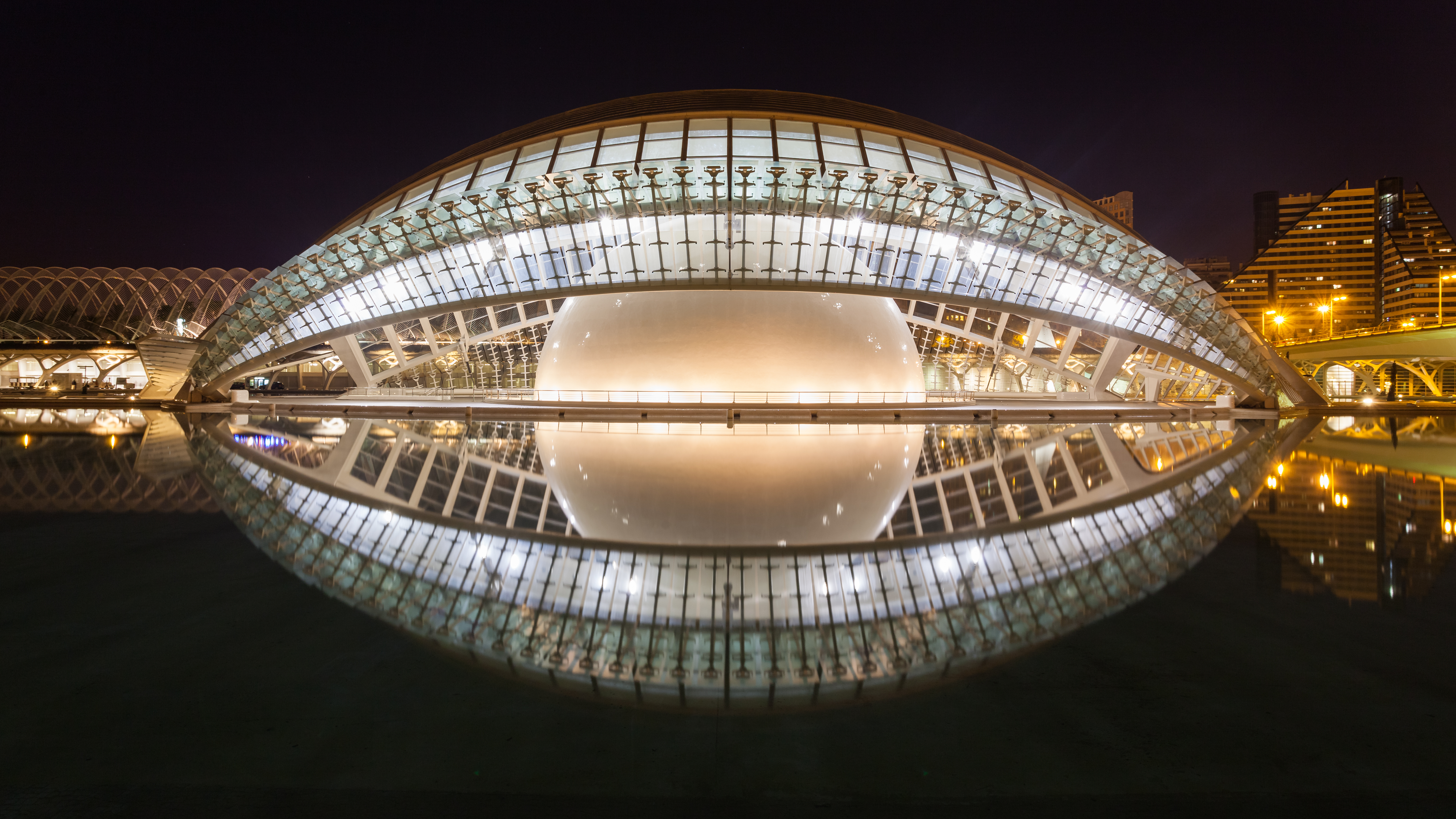
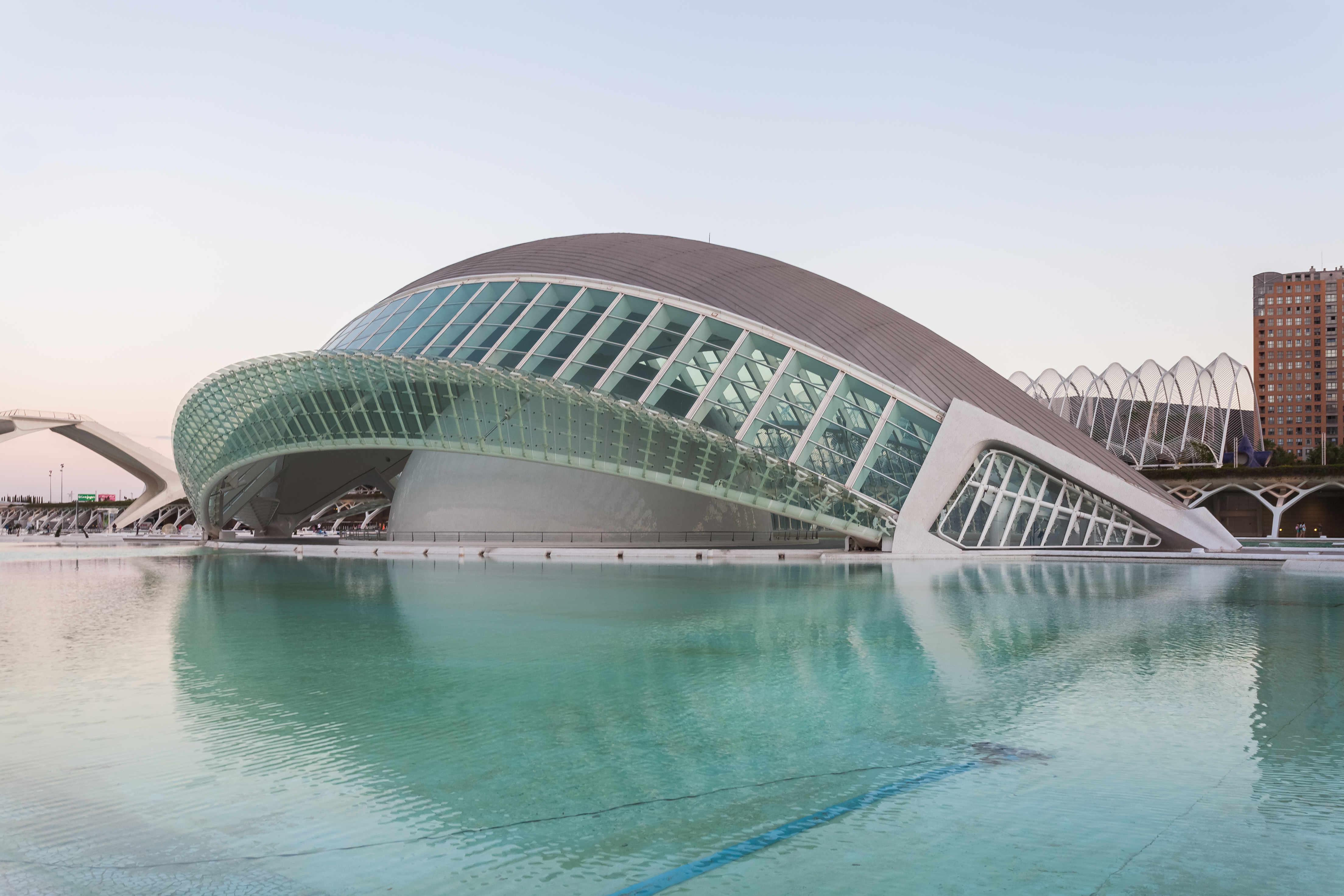
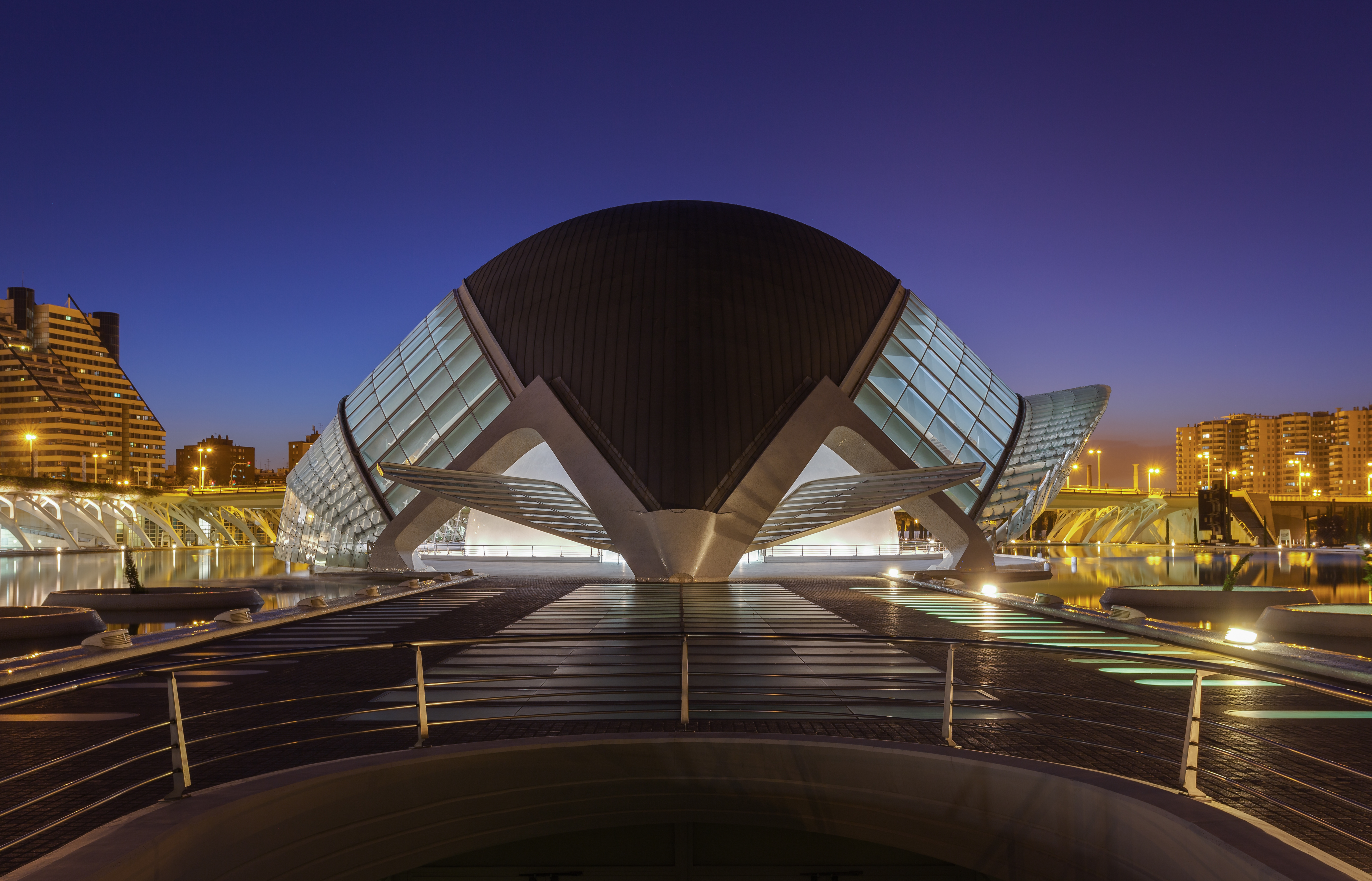
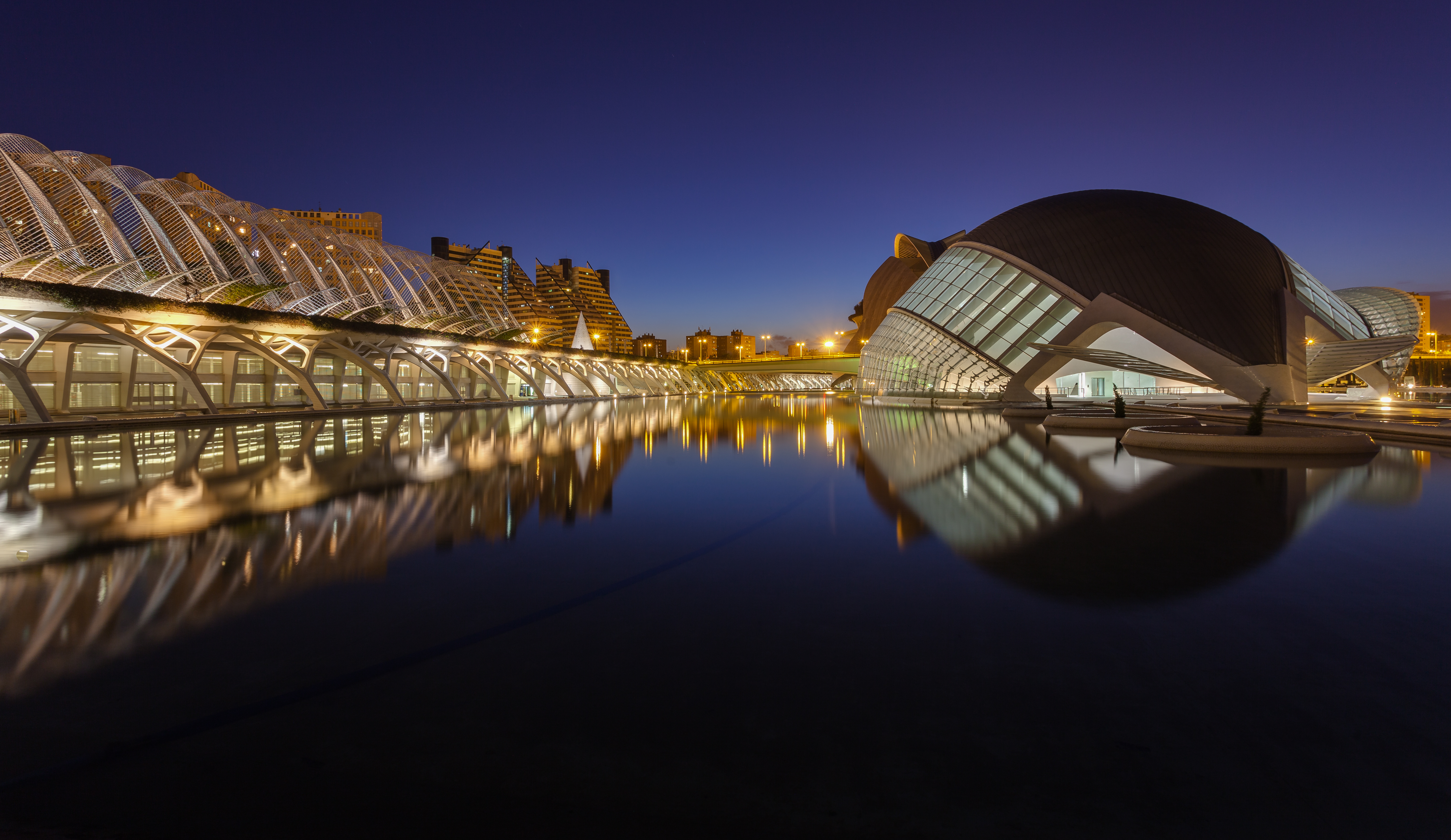

## Програма
Програма планетарію охоплює теми з науки й техніки та періодично змінюється. Планетарій демонструє астрономічні вистави та розважальні шоу, цифрові проєкції неба, використовує купол як великоформатний кінотеатр, IMAX Dome. Також на куполі демонструють стереокіно, використовуючи для цього лише частину купола — прямокутник приблизно 16x8 метрів.